# I Krig
I Krieg ("in guerra" dal norvegese) è il terzo album in studio della black metal band norvegese Vreid.

## Tracce
1. Jarnbyrd
2. Under Isen
3. I Krig
4. Væpna Lengsel
5. Svart
6. Folkefiendar
7. Dei Daude Steig Av Grav
8. Fangegard
9. Millom Hav Og Fjell

## Formazione
- Sture Dingsøyr - voce, chitarra ritmica
- Hvàll - basso
- Ese - chitarra solista
- Steingrim - batteria